# Fourteenth Air Force

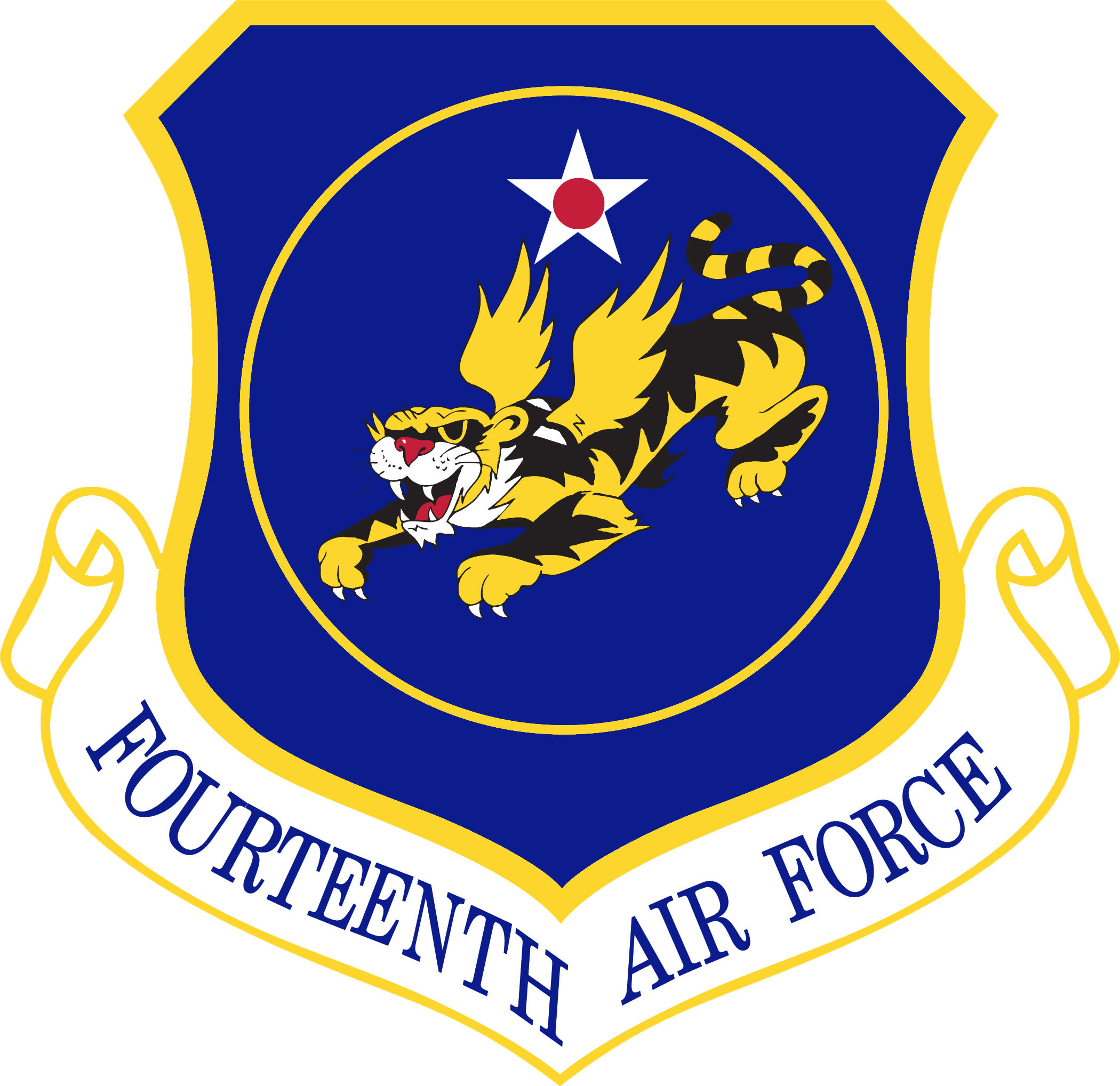

Die Fourteenth Air Force (deutsch 14. US-Luftflotte) war eine Luftflotte der US Air Force. Sie wurde 1943 gegründet und bei den Kampfhandlungen in Burma, Indochina und China eingesetzt, dem China Burma India Theater. Praktisch stellten sie und ihre Vorgängereinheiten den Ersatz für die nicht oder kaum vorhandene chinesische Luftwaffe im Zweiten Weltkrieg dar, deren Wurzeln bereits im Zweiten Japanisch-Chinesischen Krieg und den japanischen Eroberungen in Indochina zu suchen und untrennbar mit dem Namen Claire Lee Chennaults verbunden sind.

## Geschichte

### Flying Tigers

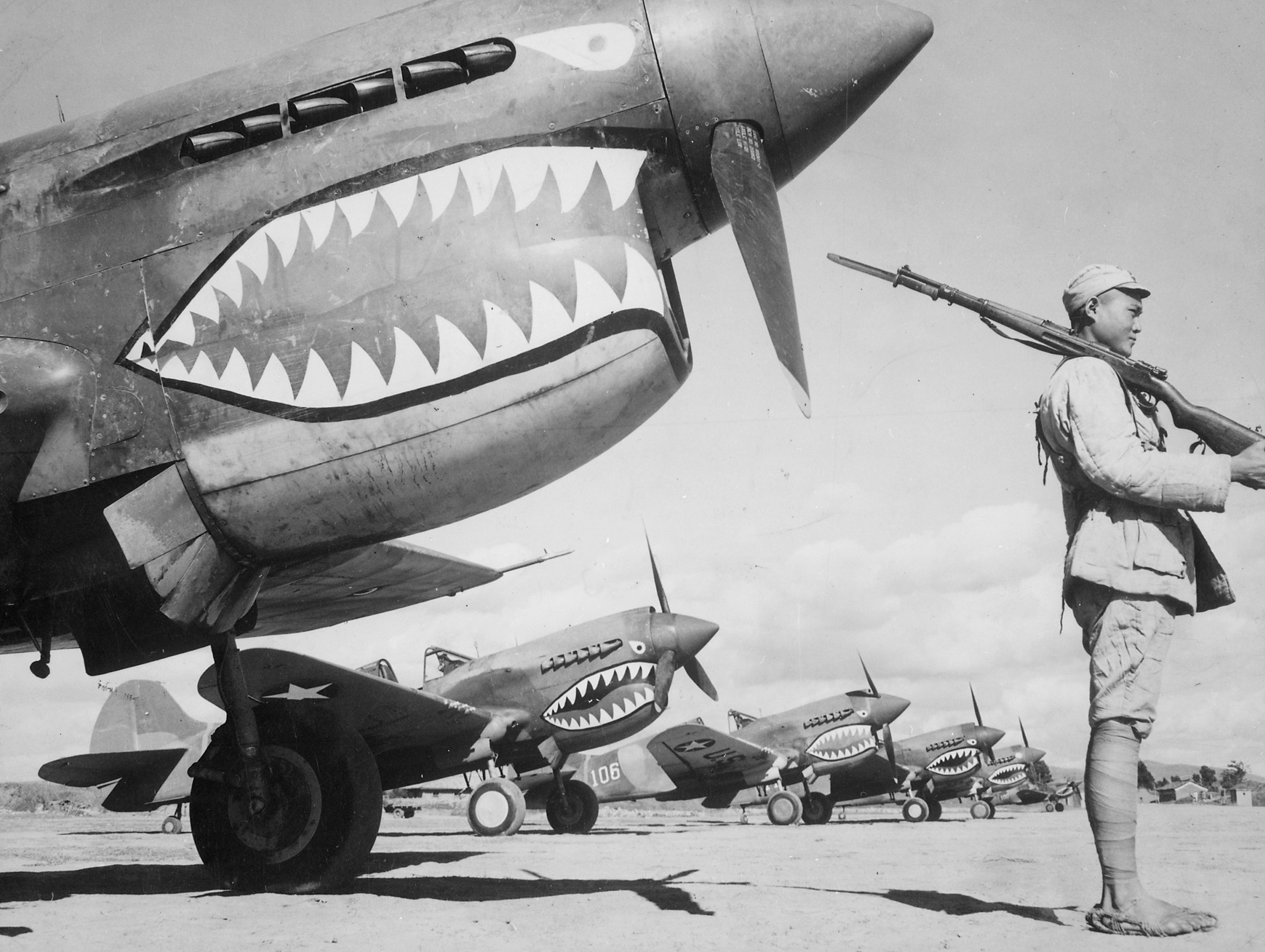
P-40 der 23rd Fighter Group

Die Geschichte der 14th Air Force geht zurück bis zur American Volunteer Group (AVG), bekannter als „Flying Tigers“. Diese Freiwilligentruppe unter der Leitung von Claire Chennault hatte sich bereits im Juni 1941 nach China eingeschifft und sich dort eingerichtet. Der erste Kampfeinsatz der Flying Tigers fand am 20. Dezember 1941 statt. Für die Versorgung war das ATC (Air Transport Command) zuständig, welches ursprünglich ebenfalls keine militärisch geordnete Organisation war.
Mit dem Angriff auf Pearl Harbour und dem damit verbundenen Kriegseintritt der USA war das amerikanische Militär bemüht, die Luftstreitkräfte im Raum Ostindien, Burma, Thailand und China unter eine einheitliche Kommandostruktur zu stellen. Hierfür wurden zunächst die vorhandenen Verbände der 10th Air Force unter Clayton Lawrence Bissell angegliedert, zu deren Hauptaufgaben weiterhin die Aufrechterhaltung der Luftbrücke Over the Hump (Leitung: William H. Tunner) nach China war. Nachdem die Japaner im Mai 1942 Burma eingenommen hatten, waren die AVT und die chinesischen Truppen auf die Luftversorgung angewiesen. Natürlich war den Militärs die unmilitärische Struktur der freiwilligen Söldnertruppe ein Dorn im Auge. So wurde ihre Auflösung beschlossen und den Mitgliedern freigestellt, sich regulären Einheiten der US-Streitkräfte anzuschließen. Zunächst widersetzte sich Chennault den Auflösungsbestrebungen und konnte einen Aufschub erwirken. Jedoch sicherten ihm die Generale Joseph Stilwell und Bissell die Fortführung der Einsätze in China unter seiner Leitung zu. Er wurde zum Kommandeur der China Air Task Force (CATF) ernannt und als Generalmajor wieder in die Army Air Force aufgenommen.

### China Air Task Force
Die Auflösung der AVG erfolgte am 4. Juli 1942. Gleichzeitig wurde offiziell die 23rd Fighter Group gegründet, aber nur fünf Piloten der AVG traten zu ihr über. Die CATF hatte einen niedrigen Klarstand an Flugzeugen, der sich durch mangelnde Unterstützung weiter verschlechterte. Am 19. März 1943 wurde die CATF aufgelöst und durch die neu gegründete 14th Air Force ersetzt. In den neun Monaten ihrer Existenz errang die CATF 149 Luftsiege und führte mit den wenigen B-25 Bombern 65 Luftangriffe auf japanische Einrichtungen durch. Sechzehn P-40 und eine B-25 gingen in diesem Zeitraum verloren.

### Fourteenth Air Force

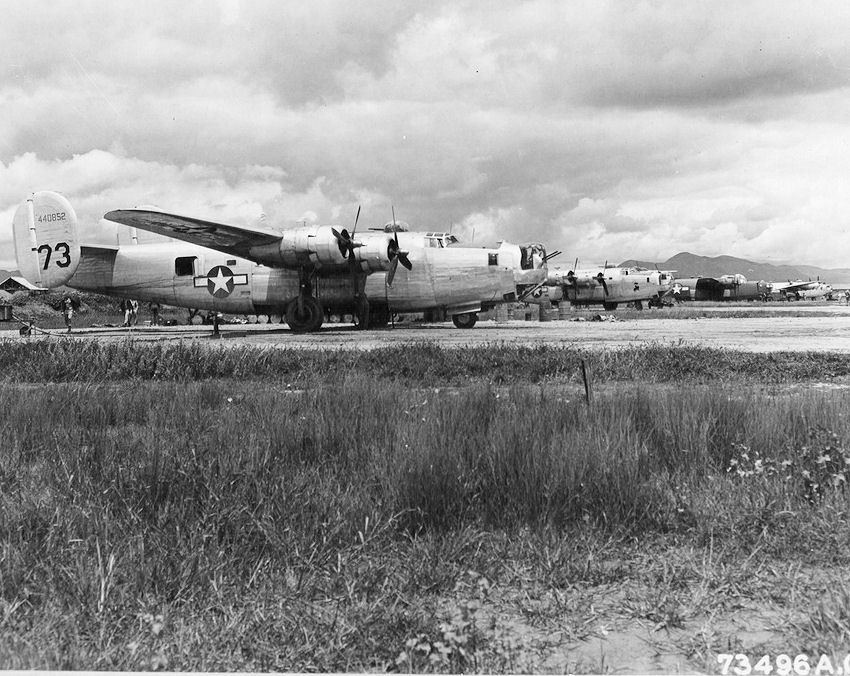
Neu angekommene B-24 Liberator auf dem Flugplatz Kunming am 6. September 1943

Claire Chennault wurde zum Kommandeur der neu gegründeten 14th Air Force ernannt.
Die Mitglieder der 23rd Fighter Group übernahmen die Bezeichnung Flying Tigers. Da die 14th Air Force eine offizielle Einheit geworden war, verbesserte sich auch die Nachschublage und es wurden zahlreiche Einheiten der Tenth Air Force übernommen. Nach wie vor blieb die Selbstversorgung ein Alleinstellungsmerkmal der Einheit. Die Aufrechterhaltung der Luftbrücke und die Luftverteidigung Chinas blieben also ein wichtiger Bestandteil der Einsätze, aber nun wurde auch zu strategischen Luftangriffen übergegangen. Als erstes trafen zu diesem Zweck am 6. September 1943 Langstreckenbomber des Typs Typ B-24 ein. Zudem wurden sog. CACW's (Chinese American Combat Wings) gegründet, in denen von den USA in Indien ausgebildete chinesische Piloten Seite an Seite mit ihren amerikanischen Verbündeten Einsätze flogen. Diese Einheiten existieren teilweise bis heute als Bestandteil der taiwanesischen Luftstreitkräfte. Ende 1944 wurden die altgedienten P-40 nach und nach durch P-51 ersetzt. Zusätzlich kamen auch P-61 Nachtjäger zum Bestand der 14th Air Force. Am Ende hatten die Verbände der 14th Air Force die absolute Luftherrschaft über die von Japan besetzten Gebiete erreicht.
Die 14th Air Force verbuchte gegen Ende des Krieges 2315 zerstörte japanische Flugzeuge, 365 Brücken, 1225 Lokomotiven und 712 Güterwagen für sich.

## Flugzeugtypen
Anfänglich: P-40, Republic P-43 C-47, B-25.
Später: P-38, P-51, C-46, C-54, B-24.

## Nachkriegszeit
Nach Kriegsende gehörte die 14th Air Force nicht mehr zu den operativen Einheiten der USAF.
Sie wurde verschiedentlich wieder aktiviert, um verschiedenste Aufgaben zu erfüllen, z. B. die Aktivierung von Einheiten der ANG während des Koreakrieges. Aber auch in den folgenden Jahrzehnten wurde die 14. Air Force immer wieder aktiviert und deaktiviert. Im Dezember 2019 erfolgte die bisher letzte Deaktivierung.

## Liste der Kommandierenden Generale 2008–2019
| Name                   | Beginn der Berufung | Ende der Berufung |
| ---------------------- | ------------------- | ----------------- |
| MG John E. Shaw        | 20. November 2019   | 20. Dezember 2019 |
| MG Stephen Whiting     | 1. Dezember 2017    | 20. November 2019 |
| LTG David J. Buck      | 14. August 2015     | 1. Dezember 2017  |
| LTG John W. Raymond    | 31. Januar 2014     | 14. August 2015   |
| LTG Susan Helms        | 21. Januar 2011     | 31. Januar 2014   |
| LTG Larry D. James     | 9. Dezember 2008    | 21. Januar 2011   |
| LTG William L. Shelton | 4. April 2008       | 9. Dezember 2008  |

- MG = Generalmajor
- LTG = Generalleutnant